# Маренинская
Маренинская — деревня в Устьянском районе Архангельской области.

## География
Находится в южной части Архангельской области на расстоянии приблизительно 20 км на юг-юго-восток по прямой от административного центра района поселка Октябрьский.

## История
В 1859 году здесь (деревня Вельского уезда Вологодской губернии) было учтено 17 дворов. До 2022 года входила в Малодорское сельское поселение до его упразднения.

## Население
Численность населения: 123 человека (1859 год), 146 (русские 99 %) в 2002 году, 133 в 2010.